# Deutsch-Griffen
Deutsch-Griffen is een gemeente in de Oostenrijkse deelstaat Karinthië, en maakt deel uit van het district Sankt Veit an der Glan.
Deutsch-Griffen telt 981 inwoners.
Althofen · Brückl · Deutsch-Griffen · Eberstein · Frauenstein · Friesach · Glödnitz · Gurk · Guttaring · Hüttenberg · Kappel am Krappfeld · Klein Sankt Paul · Liebenfels · Metnitz · Micheldorf · Mölbling · Sankt Georgen am Längsee · Sankt Veit an der Glan · Straßburg · Weitensfeld im Gurktal
- Gemeinsame Normdatei: 4274217-1
- Virtual International Authority File: 237366643
- WorldCat: E39PBJqBpgRG8Kk794pP3W9xDq